# Cagots

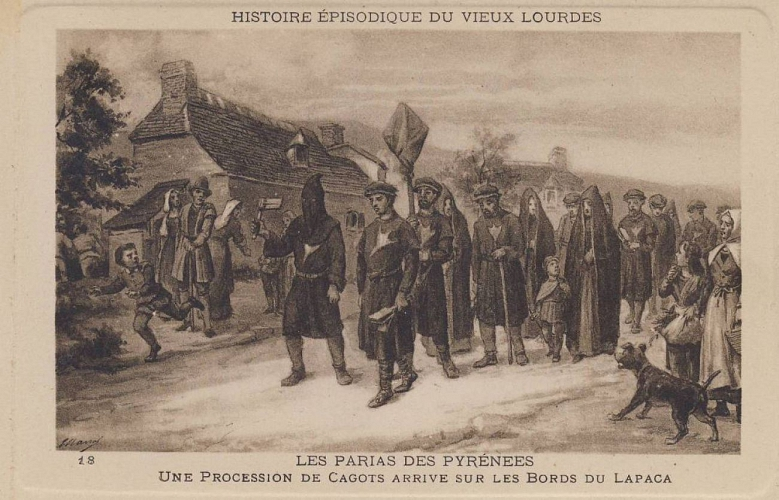
Una processione di Cagots

I Cagots costituivano, nei territori a cavallo del confine franco-spagnolo, una parte della popolazione segregata nel Medioevo per motivi ancor oggi abbastanza misteriosi. Rappresentarono un fenomeno atipico e particolarmente singolare. Nel corso dei secoli sono stati vittime di una sorta di razzismo popolare, fortemente radicato a livello locale, in genere condannato sia da parte del clero - perché i Cagots erano cristiani - sia da parte dell'aristocrazia, che aveva un suo buon motivo per condannare gli eccessi dei paesani su cui gravavano corvée e imposte da cui i Cagots erano esentati, essendo dei paria messi al bando della società. La loro sorte infatti può essere paragonata solo a quella degli intoccabili dell'India.
Il fenomeno dei Cagots riguarda soprattutto il sud-ovest della Francia (Guascogna, Paesi Baschi, valli pirenaiche) e il nord della Spagna (Navarra, Aragona). I Cagots sono dei paria che nel Medioevo vivevano su entrambi i lati dei Pirenei e che la superstizione popolare vedeva come oggetto di disprezzo e orrore, in parte ispirata dalla paura viscerale che provavano le popolazioni messe a contatto della lebbra.

## Etimologia del nome
A seconda dei luoghi e dell'epoca i Cagots furono chiamati anche Chrestians o Crestias (prima del XVI secolo), Gézitans (a partire dal XVI secolo), Gahets (Bordeaux, Agenais, Landes de Gascogne), Agots Paesi Baschi, Capots (Armagnac).
Un altro nome loro riservato era «Crestias», «Chrestia» o «Christianus», sinonimo in bearnese di «lebbroso», che compare nei testi verso l'anno 1300. Nel Medioevo, la lebbra indica svariate malattie: la lebbra rossa, quasi sempre mortale; la lebbra bianca o lebbra tubercolare che presenta sintomi simili ma può essere stabilizzata. Tutte queste malattie ispirano la paura del contagio e i contagiati sono tenuti isolati fuori dei villaggi.
Il termine Chrestians indicava i cristiani ariani, di religione ariana, adottata dai Longobardi, dai Visigoti e dagli Ostrogoti. Nei testi antichi, christianus è indissociabile da lebbroso e spesso utilizzato al suo posto.
I Cagots sono detti anche «Giézitains», «Gésitains», «Gésites» con riferimento al personaggio biblico Guéhazi (il cui nome ebraico non può non ricordare Geenna), servo di Eliseo, lebbroso a causa della sua cupidigia. L'Antico Testamento racconta che si riteneva che la lebbra si diffondesse attraverso i vestiti, ma anche per difetti morali.
Oltre ai nomi già citati, sono usati anche Gafets o Gaffets, Agotas, e nella Contea di Bigorre Graouès o Cascarrots. A Bordeaux sono numerosi e si chiamano Ladres o Gahetz. Si trovano loro tracce anche nell'Angiò con il nome di Capots o Gens des Marais, e in Bretagna con i nomi di Caqueux, Caquins o Caquous.
Secondo una ipotesi, il termine di cagot potrebbe anche derivare da «cans goth» : i «cani di Ghoth» nel VI secolo. Si è creduto che fossero ciò che resta degli antichi Visigoti, che dominarono a lungo l'Aquitania: da ciò sarebbe disceso il nome ingiuroso di Cagots (caas goths, chiens goths), che sarebbe stato loro attribuito dai vinti. Quest'ipotesi si scontra con il fatto che il termine cagot sia comparso verso il 1550. Il nome presenta anche una analogia con la parola greca «cacos» che significa «cattivo», simile alla parola bretone «caqueux» dallo stesso significato, ma verosimilmente e più semplicemente dal tardo latino «cagare». L'etimologia resta dunque molto incerta.
Le cronache li indicano spesso anche con le denominazioni di Caqueux, Cacous, Capos, Gaffos, termini dispregiativi che significavano lebbrosi - li si credeva infatti colpiti da questa orribile malattia. Li si definiva anche Canard (Oche), perché dovevano portare sui loro abiti il segno di una zampa d'oca per farsi riconoscere.
Si deve notare che in alcuni testi del XVI secolo, il termine cagot e i suoi equivalenti sono utilizzati come sinonimi di lebbroso. Fino alla metà del XX secolo, cagot, impiegato come un insulto, significava anche idiota del villaggio, bigotto o gozzuto.

### Significato derivato
Il termine "cagot" ha acquistato, proprio come "bigotto", il significato di persona devota fino all'eccesso; probabilmente ciò deriverebbe dai disperati sforzi fatti dai Cagots per integrarsi nelle comunità locali.

## Estensione geografica e differenti nomi dati ai Cagots
Furono presenti in tutta Europa fino alla fine del XVII secolo, ma particolarmente nei Pirenei, sia in Francia che in Spagna, principalmente nel Béarn e in Navarra, in tutto il Paese basco e nelle Asturie, in Guienna e in Guascogna.

## Alcuni riferimenti storici
Il fenomeno rappresentato dai Cagots sembra aver avuto origine verso l'anno Mille per attenuarsi a partire dal XVII secolo e terminare progressivamente nel XIX secolo.
Cronologia dei fatti noti:
- 733: Alcuni fuggiaschi dell'armata del generale arabo Abderrahman sconfitti a Poitiers, sono schiacciati dai Campons tra il fiume Adour e il Priorato di Saint-Paul. I sopravvissuti hanno forse costituito la prima colonia di «Cagots».
- 1288: Prima menzione del termine Cagot.
- 1514: Gli Agots della Navarra sono i primi a lamentarsi della loro sorte con il papa Leone X.
- 1580: I Cagots, con l'accordo dei Consoli e del Rettore, costruiscono da soli una propria cappella dedicata a San Sebastiano nella valle di Campan.
- 1591: Violento incendio nella valle di Campan. La chiesa è distrutta e sarà ricostruita, come nel 1597, dai Cagots.
- 1642: Ultimo certificato di battesimo della parrocchia di Doazit in cui compare il termine di Gesitaing.
- 1692: Ultima sepoltura ricordata nel cimitero dei Chrestians della parrocchia di Doazit.

## Origini
Sono state date le spiegazioni più disparate sulle loro origini. È comunque verosimile che nel corso dei secoli si siano mescolate differenti popolazioni. Le loro origini sono probabilmente numerose come i nomi loro attribuiti, ciascuno dei quali ha una spiegazione diversa. Si è parlato di Visigoti sconfitti dai Franchi, oppure di musulmani che avevano trovato rifugio nelle vallate pirenaiche durante la Riconquista della Spagna ad opera dei re cattolici, di musulmani sconfitti al momento dei loro raid in Francia nell'VIII secolo o fatti prigionieri al momento della Riconquista, di ebrei, di Catari, di gitani, di lebbrosi o di ogni altro tipo di escluso dalla società (vagabondi, senza terra, figli cadetti, banditi, ecc.). È possibile che i primi Cagots siano stati i discendenti di un popolo sconfitto o da fuggiaschi che trovarono rifugio fuori delle città nelle sole comunità in cui erano certi che nessuno avrebbe osato cercarli: quelle dei lebbrosi.
L'origine catara è sostenuta dalla supplica del 1514 al papa Leone X poiché i Cagots chiedono di essere perdonati e di rientrare nei loro diritti poiché «i loro antenati avevano prestato man forte a Raimondo di Tolosa nella sua rivolta contro la Chiesa di Roma». Usano il termine « crestians », che evoca il nome che i Catari davano a loro stessi: « bons crestians ». Quest'ipotesi è respinta da alcuni storici che notano che i Catari non sono comparsi prima del XII secolo e che erano assenti dalla Guascogna.
Secondo Alain Guerriau, ricercatore del CNRS, la riorganizzazione della società feudale nel sud-est della Francia nei secoli XII e XIII, ha creato, in un contesto economico e politico consolidato, una categoria di esclusi (figli cadetti, senza terra) che ne vivevano ai margini. Si sarebbe quindi creata un amalgama tra questi e i lebbrosi, che nella stessa epoca vivevano ai margini della società. In seguito, quando fu dimenticata la loro origine, i fantasmi di ciascuna epoca prestarono loro differenti storie.
Come si è già visto, lo stesso nome di «cagot» è di origine incerta.

## Pregiudizi

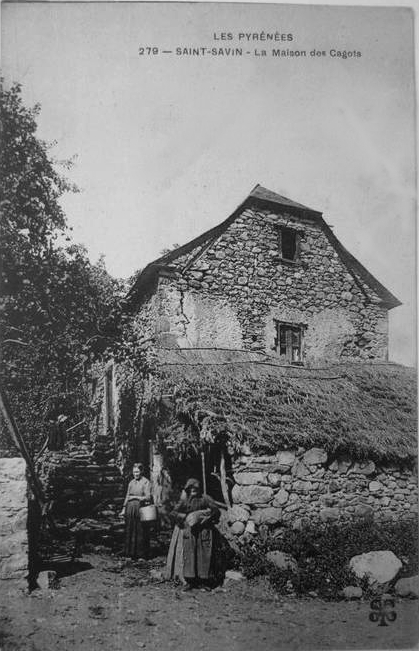
Casa dei Cagots a Saint-Savins - cartolina del 1906

A differenza delle discriminazioni basate sulla razza, la religione, la lingua, che possono essere diffuse da teorici o da politici, questa segregazione è rimasta locale e per lo più arbitraria: la nascita in una famiglia di Cagots era sufficiente a determinare per il resto della vita la condizione di Cagot.
La paura della lebbra è senza dubbio all'origine della discriminazione di questa popolazione messa al bando prima dalla popolazione medievale e poi da quella moderna, facendo la funzione di capro espiatorio per esorcizzare la paura di questa malattia di cui si ignorava l'origine e che all'epoca non si sapeva curare. Li si accusava dunque di avvelenare i pozzi; li si diceva dannosi e malefici, si pretendeva perfino che fossero stregoni, coloro che gravavano con tutti i mali e i vizi, i portatori di tare inverosimili quali l'assenza di lobi alle orecchie, l'avere i piedi e le mani palmati, o di essere gozzuti. Fantasmi evidenti della sequenza fisica della lebbra, mentre il gozzo era una malattia tipica delle popolazioni montane prive di iodio nel nutrimento. L'isolamento e la consanguineità infine spiegano dei casi di ritardo mentale in questa popolazione, ma si può supporre che la loro percentuale non fosse molto differente al resto della popolazione locale.
Si supponeva emanassero un odore nauseabondo e alcuni documenti li descrivono a volte bassi e bruni di colorito olivastro, talvolta alti e con gli occhi azzurri. In realtà non si evidenzia chiaramente alcuna origine razziale omogenea o particolare, e nulla li distingueva dal resto della popolazione.

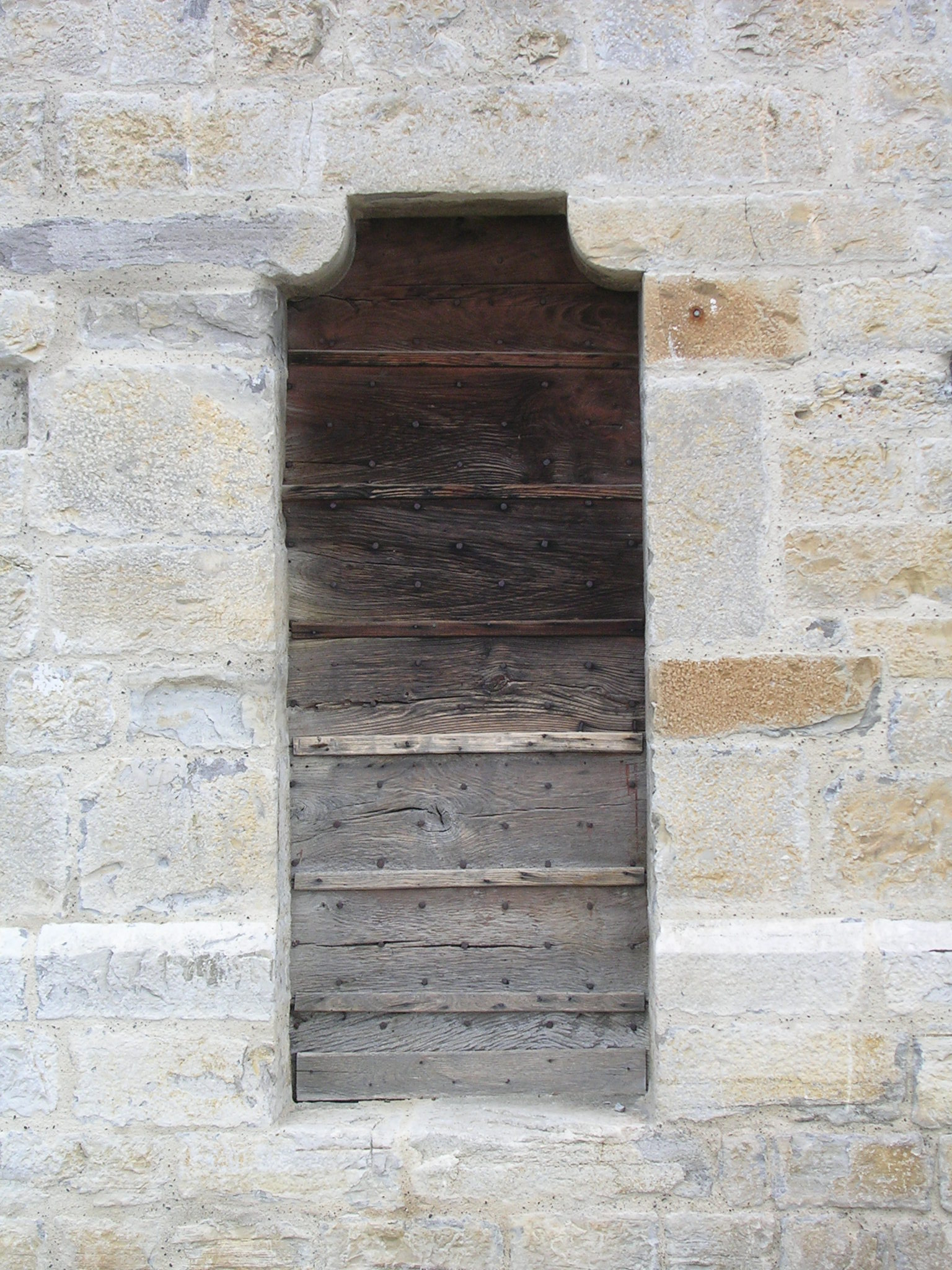
Porta riservata ai Cagots nella chiesa di Sauveterre-de-Béarn

## Segregazione e discriminazioni
Sui Cagots pesarono numerose prescrizioni, alcune solo in forma orale, ma altre trascritte nei «fors» (leggi) di Navarra e del Béarn del XII e XIII secolo.
Essi dovevano portare un segno distintivo, generalmente una zampa d'oca ritagliata da una stoffa rossa e cucita sulle vesti (a Marmande nel 1396, il regolamento precisa che i Gahets dovranno portare, cucito sulla loro biancheria, sul lato sinistro, un segno di stoffa rosso, lungo una mano e largo tre dita). Non avevano un patronimico: solo un prenome seguito dalla menzione «Chrestians» o «Cagot» figurava sui loro atti di battesimo, e le cerimonie religiose che li riguardavano si svolgevano generalmente a notte fonda. Alla loro morte, erano sepolti in un settore separato del cimitero o in un cimitero a parte. Erano autorizzati a sposarsi solo tra loro. Benché cristiani, erano relegati in fondo alle chiese, nelle quali potevano entrare solo attraverso porte speciali molto basse, per obbligarli a curvarsi all'ingresso; a loro era riservata un'acquasantiera speciale. Essi infine vivevano in quartieri speciali, spesso antichi lebbrosari. Non dovevano camminare a piedi nudi (cosa abituale per i poveri) e in alcune regioni dovevano segnalare la loro presenza con una raganella di legno. Non era loro risparmiata alcuna umiliazione.
Vivendo come proscritti pesavano su loro un gran numero di interdizioni dettate dalla superstizione: alcuni mestieri erano loro vietati, generalmente tutti quelli che avevano relazione con elementi ritenuti capaci di trasmettere la lebbra, come la terra, il fuoco e l'acqua (che dovevano attingere a fontane loro riservate). Non erano quindi mai coltivatori. Egualmente erano loro vietati i mestieri che avevano rapporti con l'alimentazione. Non dovevano portare alcun oggetto tagliente, quindi né armi né coltelli, ma curiosamente li si trova a esercitare professioni come il chirurgo e gli si riconoscono volentieri doti di guaritori. Le donne erano spesso ostetriche; fino al XV secolo le donne Cagots ebbero addirittura l'esclusiva di tali attività. Essi erano invece autorizzati a maneggiare il legno, per cui erano frequentemente carpentieri o muratori, taglialegna o bottai. Se gli strumenti di tortura erano di legno, cosa frequente nei paesi e nei villaggi, potevano essere boia o falegnami, costruttori di bare o affossatori, funzioni che certo non miglioravano la loro immagine, né per conseguenza la loro sorte. Le professioni che esercitarono più spesso furono quelle di intrecciatori di vimini, di cordai e di tessitori. Pagati in natura, non ricevevano salario e costituivano quindi una manodopera a buon mercato. Furono, di conseguenza, esentati dalle imposte, almeno fino al regno di Luigi XIV, quando nel Béarn contavano 2500 anime. Essi riscattarono allora, con lo strumento finanziario che compensava le imposte a cui erano stati esentati, il loro «affrancamento» per decreto reale.
Queste condizioni di vita li facevano spesso dipendere dalla carità pubblica, in particolare da quella della Chiesa e delle fondazioni destinate a soccorrere i bisogni dei lebbrosi ritornati dalle Crociate.

## La lenta lotta dei Cagots verso l'integrazione
La più antica testimonianza della lotta dei Cagots per la libertà e la dignità apparve in Navarra. Nel 1514 i Cagots si rivolsero al papa Leone X, lamentando le discriminazioni fatte nelle chiese. Leone X rispose con una bolla che imponeva di «trattarli con benevolenza al pari degli altri fedeli» e affidò l'applicazione della bolla al canonico di Pamplona Don Juan de Santa Maria. Ma l'applicazione di queste disposizioni nei loro riguardi provocò processi interminabili, nonostante l'appoggio dell'imperatore Carlo V nel 1524.
Per più di tre secoli lo scenario rimase lo stesso: i soprusi si succedevano nei loro confronti, i processi venivano da loro vinti sempre più spesso, con l'appoggio dell'alto clero e dei principi, ma con la resistenza delle autorità locali e del popolo.
Si valuta che nel XVI secolo essi rappresentassero circa il dieci per cento della popolazione locale. A partire da questa epoca, anche se le interdizioni rimanevano, l'isolamento iniziò a diminuire; nel corso dei secoli successivi, essi cominciarono un po' alla volta ad integrarsi nella popolazione al punto che i loro nomi di famiglia, ormai inseriti nei registri dello stato civile, non si distinsero più dalle famiglie non Cagots della stessa parrocchia e con lo stesso cognome. In effetti, la maggior parte delle famiglie del sud ovest della Francia e del corrispondente versante spagnolo dei Pirenei contano almeno un antenato Cagot.
È la rivoluzione francese che permette loro di divenire cittadini a tutti gli effetti, così come gli ebrei e i protestanti. Nel XIX secolo si trovano tracce di questa popolazione oppressa nell'ovest e nel mezzogiorno della Francia; e malgrado i progressi civili, la prevenzione ispirata da questi sventurati non era ancora scomparsa. Sarà necessario attendere la fine del XIX secolo e il rimescolamento della popolazione dovuto all'esodo dalle campagne provocato dalla crescente industrializzazione per far scomparire i pregiudizi di cui erano ancora oggetto, non più sotto forma di discriminazione, ma come ingiuria, una delle quali è l'utilizzo del termine cagot, ancora oggi in uso nel sud ovest della Francia senza che se ne conosca più l'origine.